# De Dream
De Dream (De Droom) is een Friese film uit 1985 van Pieter Verhoeff. De film is Fries gesproken.

## Inhoud
De film is gebaseerd op de geruchtmakende Hogerhuis-rechtszaak waarbij de drie broers Hogerhuis door de rechtbank van Leeuwarden veroordeeld werden tot celstraffen van zes, elf en twaalf jaar wegens inbraak en poging tot doodslag. Tot het einde van de rechtszaak hielden ze vol dat ze onschuldig waren.
Hoofdpersoon van de film werd de oudste en zwaarst gestrafte broer Wiebren Hogerhuis, een steile en koppige Fries. Wiebren heeft een relatie met de huishoudster van een overvallen boer, deelt met haar de bedstee, maar blijft haar huwelijksvoorstellen afwijzen. De versmade Ymkje ziet haar droom in duigen vallen en wreekt zich door hem tegenover de politie aan te wijzen als de dader. Aanvankelijk vol vertrouwen, vervolgens met ongeloof en ten slotte verbitterd ziet Wiebren hoe het noodlot zich aan hem en zijn broers voltrekt.
Te trots om zelf de namen van de echte daders te noemen -leden van de socialistische beweging- moet hij aanzien hoe solidariteitsgevoelens anderen beletten om dat te doen. De kracht van de beweging is tegelijkertijd haar zwakte: individuele belangen worden opgeofferd aan de gemeenschappelijke zaak. Ymkjes droom en de 'rode' droom resulteren in een nachtmerrie voor de Hogerhuis-broers.

## Rolverdeling
| Acteur             | Personage             |
| ------------------ | --------------------- |
| Peter Tuinman      | Wiebren Hogerhuis     |
| Geert Lageveen     | Marten Hogerhuis      |
| Fokke de Vries     | Keimpe Hogerhuis      |
| Wieger Dam         | Hendrikje Hogerhuis   |
| Catrien Wolthuyzen | moeder Hogerhuis      |
| Huub Stapel        | Politie-inspecteur    |
| Joke Tjalsma       | Ymkje Jansma          |
| Freark Smink       | Pieter Jelsma         |
| Hans Veerman       | Politiecommissaris    |
| Adrian Brine       | Officier van justitie |
| Jan Arendsz        | Allard Dijkstra       |
| Rense Westra       | Paulus van Dijk       |
| Fije Spoelstra     | Sybold Alberda        |
| Rients Gratama     | Tjeerd Stienstra      |